# Centre national interprofessionnel de l'économie laitière
Le Centre national interprofessionnel de l'économie laitière (CNIEL, association loi de 1901), créé en 1974, est une interprofession qui regroupe les acteurs de la filière laitière française. C'est également un lobby.

## Histoire
La création du CNIEL en 1974 se fait dans un contexte de crise laitière, à la suite d'une grève du lait de 1972. Il s'agit d'une association de droit privé créée par trois familles professionnelles représentant les coopératives, via la FNCL, les industries privées via la Fédération nationale des industries laitières (FNIL) et les producteurs via la Fédération nationale des producteurs laitiers pour les producteurs (FNPL).
En mai 1974, les industriels expriment des réserves sur l'avenir de l'interprofession, jugeant la règle de l'unanimité des trois familles pour toute prise de décision difficile et s'interrogeant sur la notion de prix garanti.
En juillet 1974, l'État reconnait le caractère interprofessionnel dans une loi spécifique.
En 2019, la Fédération du Commerce et des Distributeurs (FCD) intègre le CNIEL dans le cadre des États généraux de l'alimentation.

## Missions
Les sujets d’intérêt commun aux producteurs et aux transformateurs ont vocation à être traités dans le cadre de cette interprofession.
Le CNIEL a trois missions principales :
- Organiser les relations économiques entre producteurs et transformateurs dans le cadre de la réglementation française, européenne et internationale et faire connaître les positions de la filière française sur l’évolution de ce cadre réglementaire. Pour ce faire, il met à la disposition des professionnels les études et informations nécessaires à l’orientation stratégique de la filière.

- Coordonner des programmes de recherche collective pour une meilleure connaissance du lait tout au long de son élaboration, de la production jusqu’au consommateur, et gérer collectivement la sécurité des produits laitiers dans l’intérêt des consommateurs.

- Promouvoir les produits laitiers auprès des consommateurs français par des campagnes de publicité, de promotion et d’information et, en particulier, valoriser leurs qualités nutritionnelles en s’appuyant sur des connaissances scientifiques. Parallèlement, mettre en place des programmes de promotion collective sur les marchés extérieurs.

## Organisation
Les sujets d’intérêt commun aux producteurs et aux transformateurs ont vocation à être traités dans le cadre de cette interprofession.
Les pouvoirs publics ont reconnu cet organisme en inscrivant ses règles de fonctionnement et ses prérogatives dans une loi spécifique datée du 12 juillet 1974 relative à l’organisation interprofessionnelle laitière.

### Gouvernance
Le CNIEL est géré par un Conseil d'administration et une Assemblée Générale composés de représentants de fédérations réparties en quatre collèges :
- collège des producteurs : FNPL (Fédération nationale des producteurs laitiers), Confédération paysanne, Coordination rurale ;
- collège des coopératives laitières : FNCL (Fédération nationale des coopératives laitières) ;
- collège des industries laitières : Coop de France métiers du lait.
- collège des distributeurs : FCD (Fédération du Commerce et des Distributeurs)

Les règles fixées unanimement par les organisations professionnelles représentatives de la production, de la coopération et de l’industrie laitière peuvent être homologuées et donc rendues obligatoires par décision interministérielle.
La présidence du CNIEL est tournante : tous les trois ans, elle revient au président en exercice de l'un des trois collèges.

### Financement
Les ressources du CNIEL proviennent d'une cotisation assise sur le lait collecté, acquittée par les producteurs et les transformateurs. Le paiement de la cotisation est rendu obligatoire par un arrêté conjoint du ministère de l'Agriculture et du ministère de l'Économie, des Finances et de l'Industrie.
Le CNIEL perçoit, en 2010, des contributions volontaires obligatoires auprès des professionnels du secteur à hauteur de 37 391 000 euros.

### Rapport du CGAAER
Le Conseil général de l'alimentation, de l'agriculture et des espaces ruraux analyse dans son rapport de janvier 2016 l'efficience du CNIEL. Le rapport note que « de nombreux griefs sont formulés à l'encontre de l'interprofession, notamment par les « producteurs de base » : absence de transparence, accumulation d'intervenants sans coordination (Contrôle laitier, Chambre d'agriculture, CRIEL, CNIEL,…), absence de retour aux producteurs de base, doutes sur la bonne affectation de certains budgets, voire contestation sur les modalités de réalisation des analyses (paiement à la qualité) ou les modalités de gestion des inhibiteurs. Beaucoup de ces producteurs se plaignent que les CVO (CNIEL + éventuellement CRIEL) n'apparaissent pas clairement sur la feuille de paye ; la CVO semble privilégier une approche plus de sanction que de reconnaissance du travail et des progrès des éleveurs [« politique du bâton plus que de la carotte » (bonus-malus) ], notamment en matière de qualité du lait » . Le CGAAER estime que « le bilan de l'efficacité des actions apparaît insuffisamment précis pour permettre aux pouvoirs publics de juger de l'efficacité (et de l'efficience) des actions conduites » et recommande une amélioration de la gouvernance de l'interprofession.

### Organisation à l'international
Le secteur laitier a une organisation internationale, la Fédération internationale de laiterie (FIL), qui permet les échanges entre tous les acteurs privés et publics concernés par les normes réglementaires, scientifiques et techniques.
La FIL est un organisme consultatif auprès du Comité du lait et des produits laitiers du Codex Alimentarius. Celui-ci a une mission dans le cadre de l'organisation mondiale du commerce, puisqu'en cas de litige et de convocation d'un panel, les normes et recommandations du Codex servent de référence pour le règlement des conflits.
Le Comité national français de la FIL se nomme FIL France-ALF, son animation est assurée par le CNIEL. Il regroupe des experts provenant des fédérations professionnelles de la filière laitière, des organismes de recherche, des industries liées au lait, et des administrations publiques.

## Engagements

Logo du plan « France, Terre de Lait »

En octobre 2017, le président de la République demande aux interprofessions d'élaborer des plans de développement et de transformation des filières agricoles et agroalimentaires. Le CNIEL élabore un plan de filière pour les semences qu'il remet au ministre de l'Agriculture en décembre 2017.
Ce plan est baptisé « France, Terre de Lait », affichant l'ambition d’avoir une France compétitive, attractive et diverse. Il comprend trois engagements : créer des conditions de négociations commerciales transparentes, créer un standard de haute qualité qui deviendrait un socle de référence et qui s'inscrit dans une démarche de responsabilité sociétale, offrir aux consommateurs des produits laitiers diversifiés.

## Activités

### Activités économiques
À partir de 1997, le CNIEL diffuse des recommandations de prix à la production. Cette pratique entraine, en 2008, d’un rappel à l’ordre de l’autorité de la concurrence française. Le CNIEL cesse ces recommandations mais continue à publier des données statistiques sur des tendances des prix et des marchés, pratique sécurisée juridiquement avec l’amendement Barnier de 2010 permettant d'établir des indicateurs de référence entrant dans le prix du lait.

### Activité de lobbying
Le CNIEL est fréquemment associé au « lobby du lait »,,,.
Le CNIEL est inscrit au registre de transparence des représentants d'intérêts auprès de la Commission européenne. Il déclare en 2015 pour cette activité des dépenses annuelles d'un montant compris entre 10 000 et 25 000 euros.
Le CNIEL déclare à la Haute Autorité pour la transparence de la vie publique exercer des activités de lobbying en France pour un montant compris entre 200 000 et 300 000 euros en 2021.
En 2019, le journaliste Hugo Clément dénonce les activités de lobbying exercées par le CNIEL au sein des écoles publiques. Certains de ses membres se seraient en effet faits passer pour des diététiciens auprès des professeurs et des élèves afin de mettre en valeur la consommation de produits laitiers, au détriment des fruits par exemple.